# The Count of Monte Cristo
The Count of Monte Cristo er en amerikansk stumfilm fra 1912 af Colin Campbell.

## Medvirkende
- Hobart Bosworth som Edmond Dantes
- Tom Santschi som Danglars
- Herbert Rawlinson som Caderouse.
- Eugenie Besserer som Mercedes
- William Duncan